# Сміт-Вілледж (Оклахома)
Сміт-Вілледж (англ. Smith Village) — місто (англ. town) в США, в окрузі Оклахома штату Оклахома. Населення — 49 осіб (2020).

## Географія
Сміт-Вілледж розташований за координатами 35°27′3″ пн. ш. 97°27′25″ зх. д. / 35.45083° пн. ш. 97.45694° зх. д. (35.450790, -97.457006).  За даними Бюро перепису населення США в 2010 році місто мало площу 0,07 км², уся площа — суходіл.

## Демографія
Згідно з переписом 2010 року, у місті мешкало 66 осіб у 26 домогосподарствах у складі 20 родин. Густота населення становила 904 особи/км².  Було 28 помешкань (384/км²).
Расовий склад населення:
| - 72,7 % — білих - 10,6 % — чорних або афроамериканців - 9,1 % — корінних американців |

До двох чи більше рас належало 7,6 %. Частка іспаномовних становила 1,5 % від усіх жителів.
За віковим діапазоном населення розподілялося таким чином: 18,2 % — особи молодші 18 років, 69,7 % — особи у віці 18—64 років, 12,1 % — особи у віці 65 років та старші. Медіана віку мешканця становила 46,3 року. На 100 осіб жіночої статі у місті припадало 100,0 чоловіків;  на 100 жінок у віці від 18 років та старших — 100,0 чоловіків також старших 18 років.
Середній дохід на одне домашнє господарство  становив 56 411 долар США (медіана — 52 500), а середній дохід на одну сім'ю — 61 676 доларів (медіана — 54 375). За межею бідності перебувало 5,5 % осіб, у тому числі 0,0 % дітей у віці до 18 років та 0,0 % осіб у віці 65 років та старших.
Цивільне працевлаштоване населення становило 45 осіб. Основні галузі зайнятості: освіта, охорона здоров'я та соціальна допомога — 20,0 %, роздрібна торгівля — 17,8 %, публічна адміністрація — 17,8 %.